# Districte de Zúric

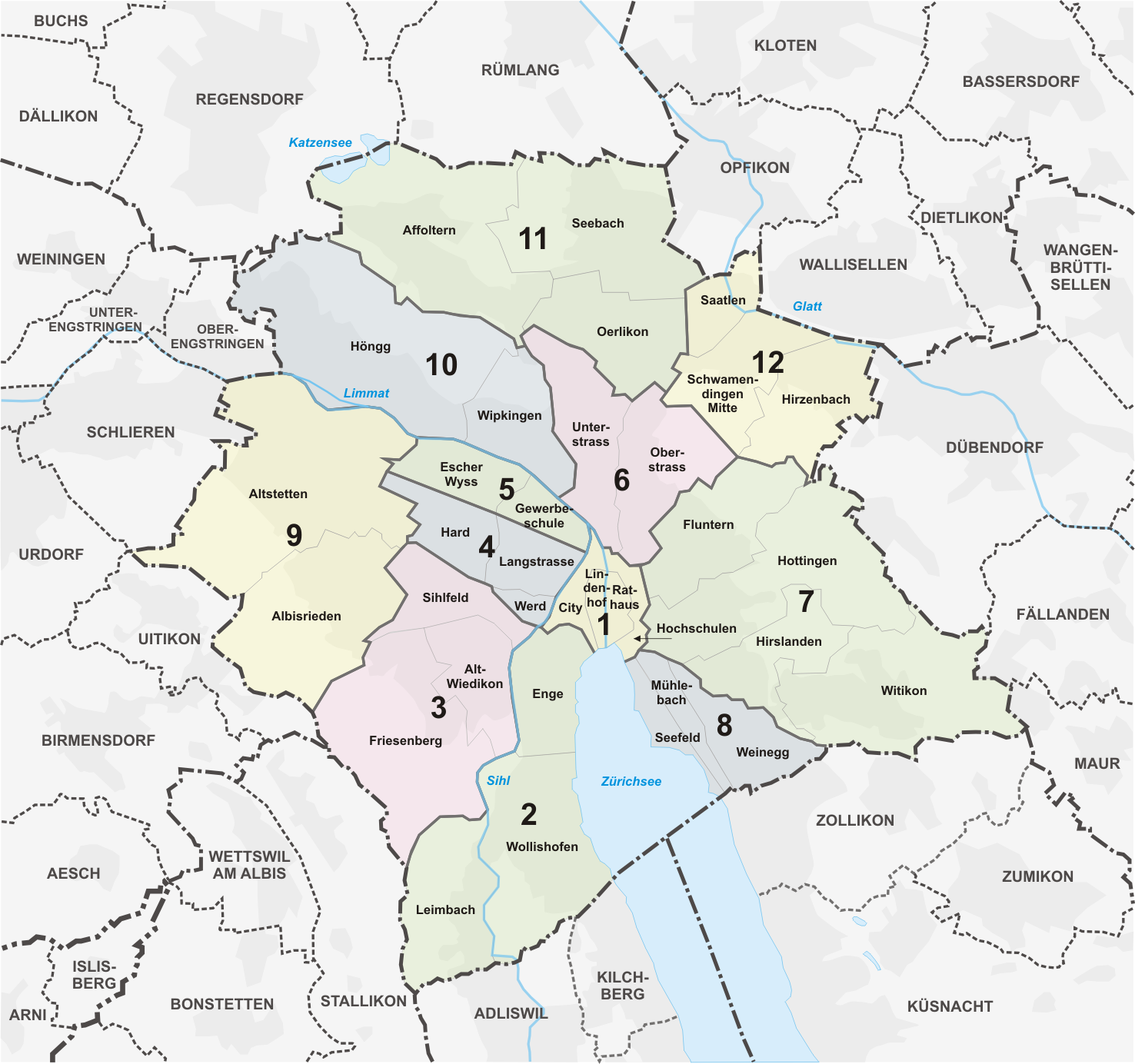
Barris de Zuric

El Districte de Zúric és un dels 11 districtes del cantó de Zúric (Suïssa). Té una població de 354308 (cens de 2007) i una superfície de 87.78 km². Està compost per 1 sol municipi, Zúric, que està dividit en barris.

## Municipis
| Escut  | Codi postal i Municipi | Habitants (Dez. 2007) | Superfície en km² | Número SFOS |
| ------ | ---------------------- | --------------------- | ----------------- | ----------- |
| Zürich | 8000 - 8099 Zúric      | 354'308               | 87.78             | 0261        |
|        | Total                  | 354'308               | 87.78             | 0112        |